# 桑野進
桑野 進（くわの すすむ、1954年9月30日 - ）は現代美術家。福岡県出身。

## 来歴・人物
1981年東京芸術大学絵画科卒、1983年同大学院修了。在学中は野見山暁治らの指導を受ける。
“線”をモチーフにした抽象表現で知られ、『風吸い』、『皿池』などユニークなタイトルも特徴である。それらのタイトルは、古い時代の旅に関わる言葉でつけている。
東京や福岡で数多くの個展、グループ展を開く一方、九州産業大学、福岡美術学院などで教鞭も執る。
妻も現代美術家の高野向子。
| スタブアイコン | サブスタブ | この項目は、まだ閲覧者の調べものの参照としては役立たない、美術家・芸術家に関連した書きかけの項目です。この項目を加筆・訂正などしてくださる協力者を求めています（P:美術）。 |